# Système dynamique de Lorenz
Pour un article plus général, voir théorie du chaos.

## Présentation de la problématique
Bien que le caractère vraisemblablement chaotique de la météorologie fut pressenti par Henri Poincaré,, le météorologue Edward Lorenz est considéré comme étant le premier à le mettre en évidence, en 1963.

## Modèle de Lorenz
Mathématiquement, le couplage de l'atmosphère avec l'océan est décrit par le système d'équations aux dérivées partielles couplées de Navier-Stokes de la mécanique des fluides. Ce système d'équations était beaucoup trop compliqué à résoudre numériquement pour les premiers ordinateurs existant au temps de Lorenz. Celui-ci eut donc l'idée de chercher un modèle très simplifié de ces équations pour étudier une situation physique particulière : le phénomène de convection de Rayleigh-Bénard. Il aboutit alors à un système dynamique différentiel possédant seulement trois degrés de liberté, beaucoup plus simple à intégrer numériquement que les équations de départ.

### Système dynamique différentiel de Lorenz
Ce système différentiel s'écrit :
{\displaystyle \left\{{\begin{aligned}{\frac {\mathrm {d} x}{\mathrm {d} t}}&=\sigma \,[y(t)-x(t)]\\{\frac {\mathrm {d} y}{\mathrm {d} t}}&=\rho \,x(t)-y(t)-x(t)\,z(t)\\{\frac {\mathrm {d} z}{\mathrm {d} t}}&=x(t)\,y(t)-\beta \,z(t)\end{aligned}}\right.}
Dans ces équations, σ (nombre de Prandtl), ρ (rapport du nombre de Rayleigh au nombre de Rayleigh critique) et β sont trois paramètres réels positifs.
{\displaystyle x(t)} est proportionnel à l'intensité du mouvement de convection, {\displaystyle y(t)} est proportionnel à la différence de température entre les courants ascendants et descendants, et {\displaystyle z(t)} est proportionnel à l'écart du profil de température vertical par rapport à un profil linéaire (Lorenz 1963 p. 135).

### Points fixes
Les points fixes du système sont les solutions constantes {\displaystyle (x,y,z)} du système différentiel. Il en existe un quand {\displaystyle \rho \leq 1} et trois quand {\displaystyle \rho >1} :
- le point fixe (0,0,0), qui existe quelles que soient les valeurs des paramètres σ, ρ et β ;
- deux points fixes symétriques par rapport à l'axe {\displaystyle \mathrm {O} z} : {\displaystyle \left(-{\sqrt {\beta (\rho -1)}},-{\sqrt {\beta (\rho -1)}},\rho -1\right)} et : {\displaystyle \left({\sqrt {\beta (\rho -1)}},{\sqrt {\beta (\rho -1)}},\rho -1\right)}, qui n'existent que lorsque {\displaystyle \rho >1}.

### Attracteur étrange

Attracteur étrange de Lorenz

Lorsque les paramètres σ, ρ et β prennent les valeurs {\displaystyle \sigma =10}, {\displaystyle \rho =28} et {\displaystyle \beta ={\tfrac {8}{3}}}, le système dynamique différentiel de Lorenz présente un « attracteur étrange » en forme d'ailes de papillon, représenté sur la figure ci-contre.
Pour presque toutes les conditions initiales (différentes de celles des points fixes), l'orbite du système se promène sur l'attracteur, la trajectoire commençant par s'enrouler sur une aile, puis sautant d'une aile à l'autre pour commencer à s'enrouler sur l'autre aile, et ainsi de suite, de façon apparemment erratique.